# Giuseppe II di Alessandria
Giuseppe II o Yusab II (in arabo يوساب الثاني; Sohag, 1875 – Il Cairo, 14 novembre 1956) è stato un vescovo cristiano orientale egiziano, 115º papa della Chiesa ortodossa copta e Patriarca di Alessandria tra il 1946 e il 1956.

## Biografia
Fu il metropolita di Tini, più nota come Girga, in Egitto prima di diventare papa. È il terzo metropolita a diventare papa dopo Giovanni XIX (1929 - 1944) e Macario III (1944 - 1945).
Durante gli anni 1950-1952, la chiesa di San Marco ad Alessandria, sede del papato ortodosso, fu demolita e fu costruito un altro edificio più grande in cemento armato. Solo i due minareti originali non furono demoliti ma rinforzati con cemento e furono decorati con incisioni copte. Furono installate due nuove campane italiane in ciascun minareto.
Fu nel 1954, durante il suo pontificato, che creò l'Istituto di studio copto annesso alla Chiesa copta ortodossa e situato al Cairo.
È riverito in Etiopia per aver nominato all'interno della Chiesa ortodossa etiope il primo arcivescovo metropolita nato in Etiopia, ma anche per averla reso una chiesa pienamente autocefala. Questo spiega perché la Chiesa dell'Etiopia non accettò la sua decadenza dal Sinodo copto e che il nome di Papa Giuseppe II fosse ancora usato durante le funzioni religiose in Etiopia dopo che fu rimosso dall'incarico.

### Controversie e deposizione
Giuseppe II dovette affrontare accuse di corruzione. Durante il suo patriarcato, sono state riportate lotte di potere all'interno della chiesa e una diffusione della corruzione. Il segretario di Yousab, Malik, faceva da intermediario tra il Papa e il resto della Chiesa, e gradualmente assunse buona parte del potere del patrairaca. Secondo vari resoconti, Malik chiedeva cospicue somme di denaro per avere udienza e vendette almeno sedici delle diciannove nomine episcopali fatte durante il regno di Yousab II. Accuse di corruzione e simonia nei confronti di Giuseppe II divennero comuni nella stampa egiziana all'epoca, suscitando il malcontento del laicato copto. Nel luglio 1954, un gruppo di attivisti politici noto come Umma al-Qibtiya ("società della nazione copta") mise in piedi una protesta chiedendo le dimissioni di Yousab. Il 25 luglio 1954, la protesta culminò con il sequestro del patriarca da parte di un gruppo verso il Monastero copto di San Giorgio nella Cairo antica, dove fu costretto a firmare una lettera di abdicazione. La polizia riuscì a salvare il Papa e riportarlo alla residenza patriarcale. Un anno dopo, dopo un lungo disaccordo con il Santo Sinodo del Patriarcato copto ortodosso di Alessandria e il Consiglio generale della Congregazione, fu rimosso dall'incarico per mutua decisione di sinodo e consiglio perché non adatto al ruolo. Si ritirò quindi in un monastero e nei suoi ultimi giorni fu ricoverato all'ospedale copto di Azbakeya al Cairo.
La Chiesa copta ortodossa fu quindi gestita da un comitato composto da tre metropoliti e il trono rimase vacante fino al 1959 quando Cirillo VI fu eletto per succedergli.

## Onorificenze
- Gran Cordone dell'Ordine di Ismail (Regno d'Egitto)
- Cavaliere di Gran Croce dell'Ordine della Stella (Etiopia)
- Gran Cordone dell'Ordine di Salomone (Etiopia)